# Werkstatthelden mit Herz
Werkstatthelden mit Herz ist ein deutscher Fernsehfilm von Lars Montag aus dem Jahr 2020, der im Auftrag der ARD-Degeto von der Film-Line Productions Filmproduktions GmbH für Das Erste produziert wurde. Das Drehbuch von Sathyan Ramesh basiert auf dem niederländischen Kinofilm De Marathon von Diederick Koopal. Die Filmkomödie mit Armin Rohde, Heiko Pinkowski, Tim Kalkhof, Karsten Antonio Mielke und Eugene Boateng in den Hauptrollen wurde am 1. Mai 2020 im Rahmen der Reihe Endlich Freitag im Ersten erstmals im TV ausgestrahlt.

## Handlung
In Carlos Leben läuft es schon seit längerem nicht mehr so gut. Neben gesundheitlichen und privaten Problemen, stellt seine altmodische Autowerkstatt, die er seit 30 Jahren betreibt, inzwischen die größte Belastung dar. Dass er mit rund 50.000 Euro hochverschuldet ist und die Werkstatt eigentlich nur am Leben hält, um seine altgedienten Angestellten, die gleichsam auch seine besten Freunde sind, nicht entlassen zu müssen, verschweigt er allen. In seiner finanziellen Not lässt sich Carlo auf eine scheinbar aussichtslose Wette ein: Aslan, der Besitzer des angrenzenden Fitnessstudios, bietet ihm 50.000 Euro, wenn es Carlo und seinen Angestellten gelingt, bei einem anstehenden Marathon gemeinsam bis ins Ziel zu kommen – Gelingt dies nicht, bekommt Aslan die Werkstatt. Äußerst widerwillig lassen sich dennoch alle vier auf dieses vermeintlich hoffnungslose Unterfangen ein und küren den im Rollstuhl sitzenden Moah, der in Carlos Werkstatt gern eine Ausbildung machen würde, zu ihrem Trainer. Der nimmt seine Sache deshalb auch sichtlich ernst und bringt die bisweilen rauchenden, trinkenden und unsportlichen Männer erwartungsgemäß schnell an ihre physischen Grenzen. Erfolge sind zwar die Ausnahme, aber auch mental beginnt während des Trainings nach und nach bei allen Protagonisten ein Entwicklungsprozess, in dem sich jeder kritisch mit sich und seinem Leben auseinandersetzen muss.

## Produktion
Die Dreharbeiten zu Werkstatthelden mit Herz fanden im Zeitraum vom 18. März bis zum 13. April 2019 unter dem Arbeitstitel Werkstatthelden in Berlin statt. Für den Ton zeichnete Eckhard Kuchenbecker verantwortlich, für das Szenenbild Harald Turzer, für das Kostümbild Miriam van der Ham und für die Maske Anette Keiser sowie Tanja Holznagel. Die Kamera führte Holly Fink. Als redaktionell verantwortliche Redakteure zeichneten Caren Toennissen seitens des WDR und Stefan Kruppa seitens der ARD Degeto.

## Rezeption

### Einschaltquote
Die Erstausstrahlung von Werkstatthelden mit Herz am 1. Mai 2020 wurde in Deutschland von 4,28 Millionen Zuschauern gesehen und erreichte einen Marktanteil von 12,2 % für Das Erste.